# Son of Hitler
Son of Hitler (auch unter Hitler’s Son geführt) ist eine amerikanisch-deutsche Filmsatire aus dem Jahre 1978 mit Bud Cort (Harold und Maude) in der Titelrolle nach einem Drehbuch von Burkhard Driest, der auch an der Produktion beteiligt war und eine Nebenrolle spielte.

## Handlung
1978, in den Alpen. Der Zweite Weltkrieg ist seit 33 Jahren vorüber. Der einfältige bayerische Holzschnitzer Wilhelm, genannt Willi, wächst in einer Almhütte bei Fritz Buchmann, seinem Ziehonkel, auf. Dieser hat ihn wohlbehütet als Hinterwäldler großgezogen, damit auch ja niemand Willis wahre Herkunft herausbekommt. Geboren im Februar 1944 in Berlin, waren seine wahren Eltern niemand geringeres als Adolf Hitler und dessen damalige Geliebte Eva Braun. Doch der alte Wehrmachtsgeneral Heinrich Haussner kennt bereits das Geheimnis. Er ist der Mentor einer von dem smarten Herrn Ostermayer geführten, rechtsextremistischen Parteigründung, die den programmatischen Namen „N.E.I.N.!“ trägt. Das Kürzel steht für „Never Encourage Intellecutal Nonsense“ (Ermutige niemals intellektuellen Unsinn) und signalisiert die Ablehnung sämtlicher liberaler und demokratischer Errungenschaften der Bundesrepublik der vergangenen 30 Jahre. Die N.E.I.N.!-Sager planen nicht weniger, als ein „Viertes Reich“ in Deutschland zu etablieren. Da kommt der bajuwarische Naivling mit dem überlebensgroßen Namen gerade recht.
Haussner fährt kurzerhand zu Buchmann und Willi Hitler, dessen Beschützer Fritz nach beschwerlicher Bergwanderung soeben an einem Herzinfarkt gestorben ist, und plant mit ihm als Leitfigur einen großen Propagandacoup. Doch Willi, der nach Jahrzehnten absoluter Abgeschiedenheit von der Zivilisation noch immer keine Ahnung von der Bedeutung seines Nachnamens hat, ist bereits nach München gereist und lernt in den Biergärten und im Hofbräuhaus erstmals die große weite Welt jenseits eines Almödhofs kennen. In seiner Ahnungslosigkeit streift sich Willi sogar eine Nazi-Uniform über und wundert sich, weshalb er nunmehr aus jedem Geschäft unsanft hinausbefördert wird. Dann wird er auch noch von einer hübschen, jungen Porsche-Fahrerin angefahren und verliert vorübergehend das Bewusstsein.
Derweil ist Haussner ihm ganz dicht auf der Spur. Als Willi auf der Polizeiwache landet und angibt, dass sein Name Hitler sei, landet der junge Mann prompt vor Gericht. Der Richter weist ihn daraufhin in eine Nervenheilanstalt ein. Dort spürt ihn Haussner dank Mithilfe eines alten Kameraden, des Anstaltsarztes Dr. Puttkamer, auf. Haussner holt Willi aus der Anstalt heraus und will ihn als neuen „Führer“ seiner Bewegung aufbauen, was Parteichef Ostermayer überhaupt nicht gefällt. Doch Willi erweist sich rasch als zu linkisch, um in die Fußstapfen seines Vaters zu treten, und auch seine rhetorischen Fähigkeiten sind sehr beschränkt. Selbst die erhobene Hand zum „Führergruß“ will dem kleinen Hitler nicht so recht gelingen.
Dann aber trifft er die dralle Blondine wieder, die Porsche-Fahrerin, die ihn über den Haufen gefahren hatte, und verliebt sich in sie. Wie kann er ahnen, dass sie die Tochter eines der Neonazi-Größen ist! Sie und zwei Tippelbrüder, die Willi in der Zwischenzeit kennen gelernt hat, sind es, die ihn nun von dem ganzen „N.E.I.N.!“-Wahnsinn wegbringen. Haussner hat nunmehr Ostermayer kaltgestellt und möchte die Macht in der Partei ganz im Sinne eines neuen Führerkults um Willi Hitler übernehmen. Der Gröfaz-Filius wird von ihm auf seine erste große Rede vorbereitet. Der Junge hat sich sogar ein Adolf-Bärtchen angeschafft und trägt auch dieselbe Frisur seines berüchtigten Vaters. Doch dann läuft alles aus dem Ruder.
Willi sagt mitnichten diejenigen Worte, die Haussner von ihm erwartet, vielmehr ist seine Rede von Menschenliebe und Freundlichkeit bestimmt. Keine nationalistischen Phrasen, kein Hassgeschrei. Schließlich zupft er sich auch noch das zuvor angeklebte Hitler-typische Oberlippenbärtchen ab. Willi tritt ab, und im Festsaal bricht Tumult los. Ostermayers Adlatus und Strippenzieher Sommer drückt daraufhin Haussner einen Revolver in die Hand, auf dass er sich damit selbst erschießen möge. Doch dieser erschießt stattdessen Ostermayer und entflieht. Auf dem Dach richtet Haussner doch noch die Waffe auf sich. Willi wird schließlich wieder in die Nervenheilanstalt zurücküberwiesen. Seine Zelle ist ganz nach seiner Almhütte gestaltet, und Willi beginnt sich erneut auf seine alte Arbeit zu konzentrieren: das Schnitzen von Holzfiguren.

## Produktionsnotizen
Son of Hitler wurde von September 1977 bis Januar 1978 in München (Bavaria-Ateliers) und im Voralpenland gedreht. Von Burkhard Driest als gallige Satire gedacht, wurde der Film kaum gezeigt und von der internationalen Kritik überwiegend mit Missachtung bestraft. Selbst in deutschen Kinos lief dieser Streifen trotz seiner beachtlichen deutsch-angloamerikanischen Besetzung nie an.
Rocksänger Udo Lindenberg lieferte ungenannt die Storyvorlage. Die Filmbauten schuf Herbert Strabel, die Kostüme Siegbert Kammerer. Atze Glanert zeichnete als Second-Unit-Kameramann verantwortlich, Georg Mondi diente als einfacher Kameramann.

## Rezeption
Der Spiegel nannte Son of Hitler einen „makabren Filmjux“ und orakelte bezüglich der Bewerbung des von Gerd Göring produzierten Streifens: „Ob der Film wohl mit dem Vorspann ‚Göring presents Hitlers Son‘ ins internationale Kino kommt?“